# Cioclovina
Cioclovina is een dorp in de regio Transsylvanië, in het Roemeense district Hunedoara. Het ligt op de westelijke helling van de bergen van Șureanu, 35 km ten zuidoosten van Hațeg (via Ponor).
Cioclovina bezit de bekendste grot in het Land van Hațeg, die zo'n 7 km lang is en uit meerdere verdiepingen bestaat.
Het dorp werd reeds in het Paleolithicum bewoond. Een schedel van Homo Sapiens (100.000-10.000 jaar v. Chr.) werd in het dorp aangetroffen.
Er is eveneens een aarden en stenen muur op de weg van een fort van de Daciërs naar Piatra Roșie. Deze muur wordt door de lokale bevolking 'Troianul' genoemd.